# James Rennell

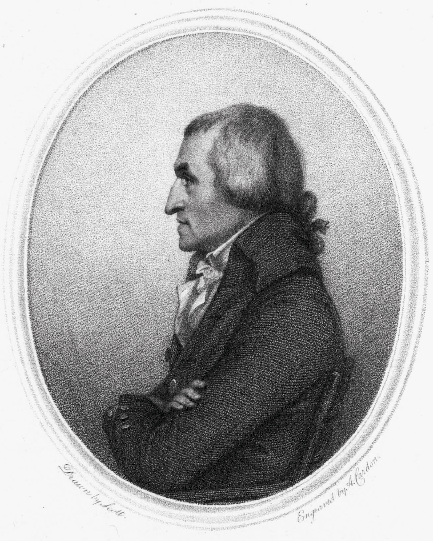
Portret van James Rennell uit 1799

James Rennell (Chudleigh, 3 december 1742 – Londen, 29 maart 1830) was een Britse geograaf, historicus en een pionier op het gebied van de oceanografie.

## Levensloop
Rennell werd geboren als zoon van een officier van de artillerie, die kort na zijn geboorte overleed. In de rol van voogd was de vicaris van Chudleigh, Gilbert Burrington, grotendeels verantwoordelijk voor zijn opvoeding. Op zijn veertiende nam Rennell dienst bij de Royal Navy en hij was er betrokken bij oorlogshandelingen in Frankrijk en Brits-Indië. Ook bekwaamde hij zich in het verkennen en documenteren van zeeroutes, kusten en havens. In 1763 kwam Rennell in dienst bij de Britse Oost-Indische Compagnie waarvoor hij diverse verkenningen uitvoerde. 
Een jaar later werd hij benoemd tot landmeter voor de gebieden in Bengalen. In deze functie verkende en documenteerde Rennell, als eerste westerling, de Britse koloniale bezittingen in het oosten van Brits-Indië. In de dertien jaar dat hij zich aan deze taken wijdde, kwam Rennell bekend te staan als de "vader van de geografie van India" en in 1767 werd hij benoemd tot Surveyor-General (of: hoofd van de cartografische dienst) voor de gebieden in Bengalen en oostelijk India. Vanaf 1773 kreeg het project extra inhoud daar de gouverneur een gedetailleerd overzicht wilde hebben van bezittingen, personen en opbrengsten van de landbouw, met als doel het heffen van belastingen. Tijdens dit project werd een gebied van circa 780.000 km² in kaart gebracht.
In 1776 raakte Rennell bij schermutselingen aan de grens met Bhutan gewond. Een jaar later verliet hij de actieve dienst met de rang van majoor en een pensioen van £600 per jaar. Hij vestigde zich in Londen en besteedde de resterende 53 jaar van zijn leven aan onderzoek in bibliotheken en archieven, alsmede aan het vervaardigen van kaarten. In 1781 werd hij toegelaten tot de prestigieuze Royal Society en in 1791 werd hem de Copley Medal toegekend. Rennell overleed in 1830 en werd bijgezet in Westminster Abbey.

## Werken
Tot Rennells bekendste werken behoren zijn Atlas van Bengalen (1779), de eerste min of meer correcte kaart van geheel India (1783) en Het geografische systeem van Herodotus (1800). Verder bouwde hij voort op eerder door hem verrichte observaties met onderzoek naar zeestromen. In 1778 produceerde hij een van de eerste werken op het gebied van de oceanografie: een verhandeling over de Agulhasstroom, langs de zuidoostkust van Afrika. In 1799 vervaardigde Rennell een kaart van de belangrijkste zeestromen in de Atlantische- en Indische Oceaan. Dankzij vele vrienden binnen de nautische sector kon Rennell beschikken over veel gegevens uit logboeken, waarmee hij zijn Zeestromen van de Atlantische Oceaan samenstelde, dat in 1832 door zijn dochter Jane postuum werd uitgegeven.

## Kaarten

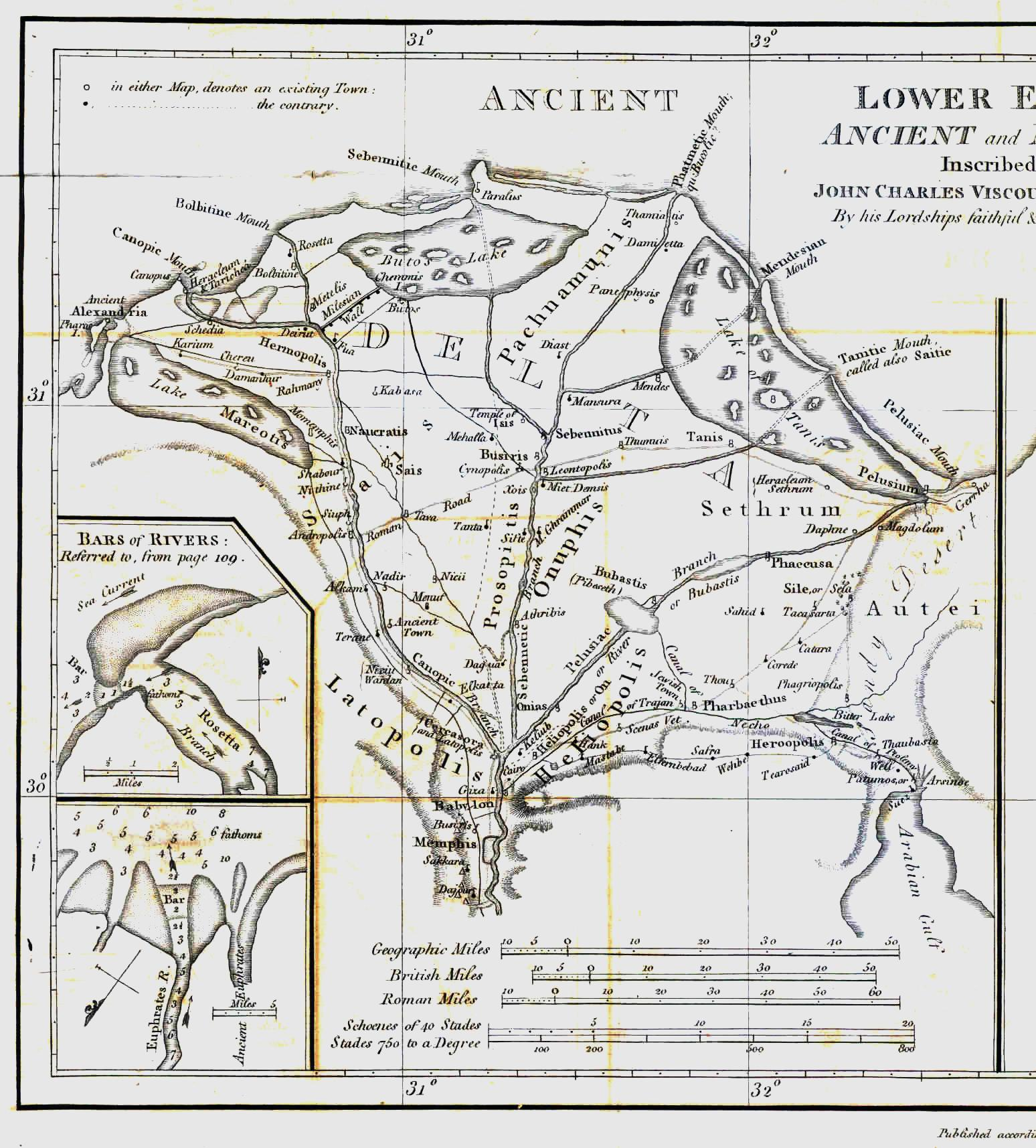
Kaart van het oude Egypte op basis van het werk van Herodotus
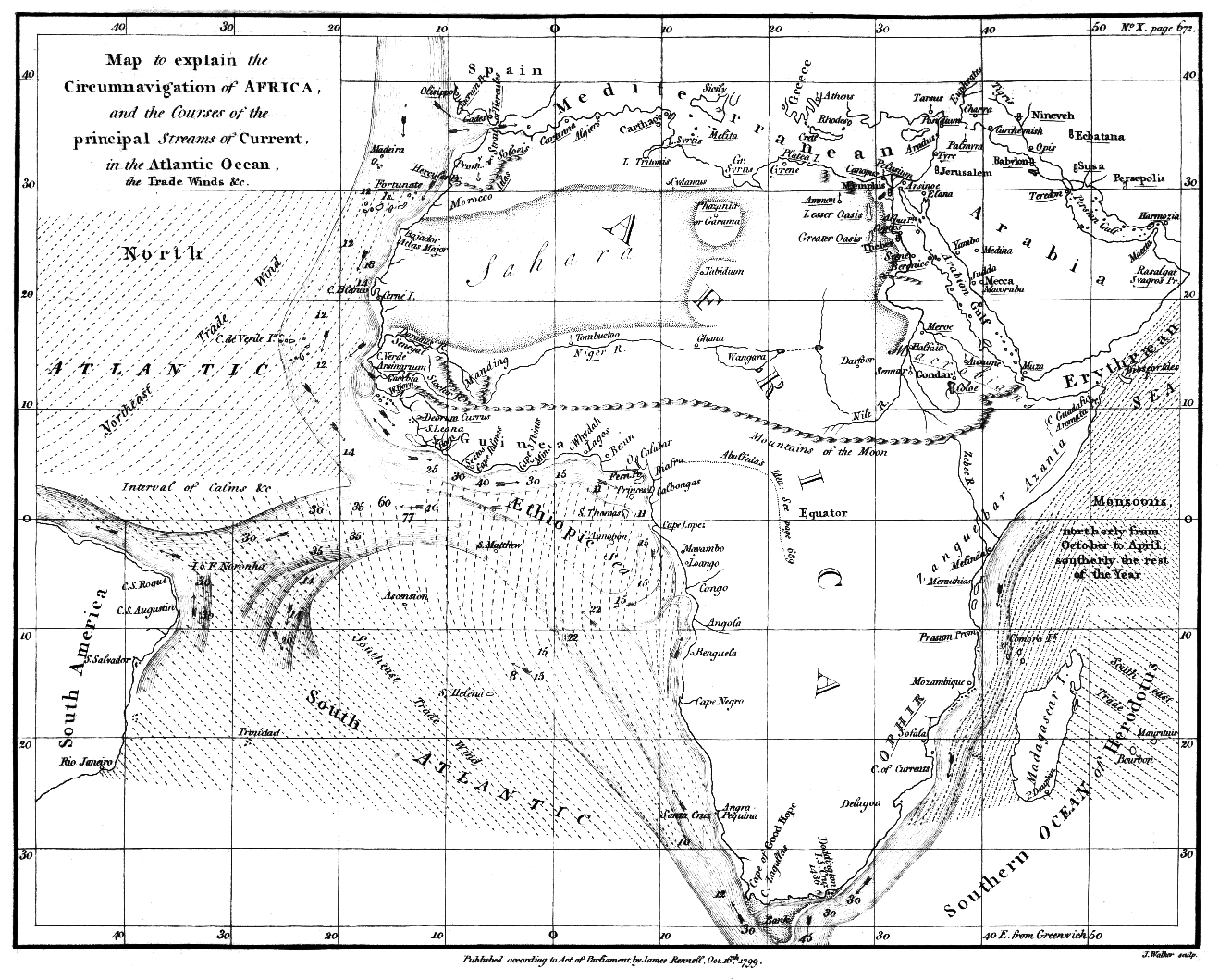
Kaart van zeestromen uit 1799
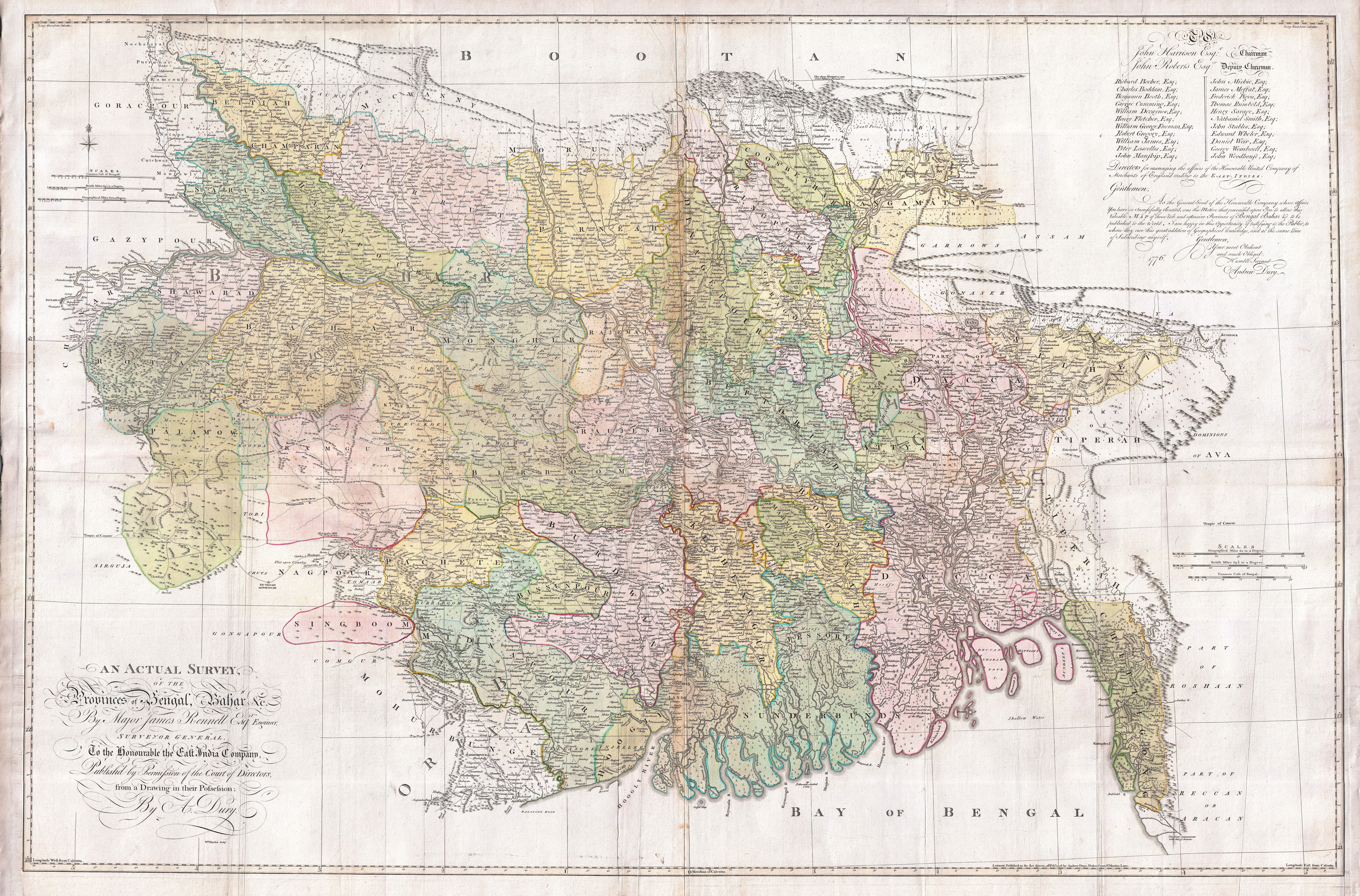
Kaart van Bengalen en Bihar (oostelijk India) uit 1776
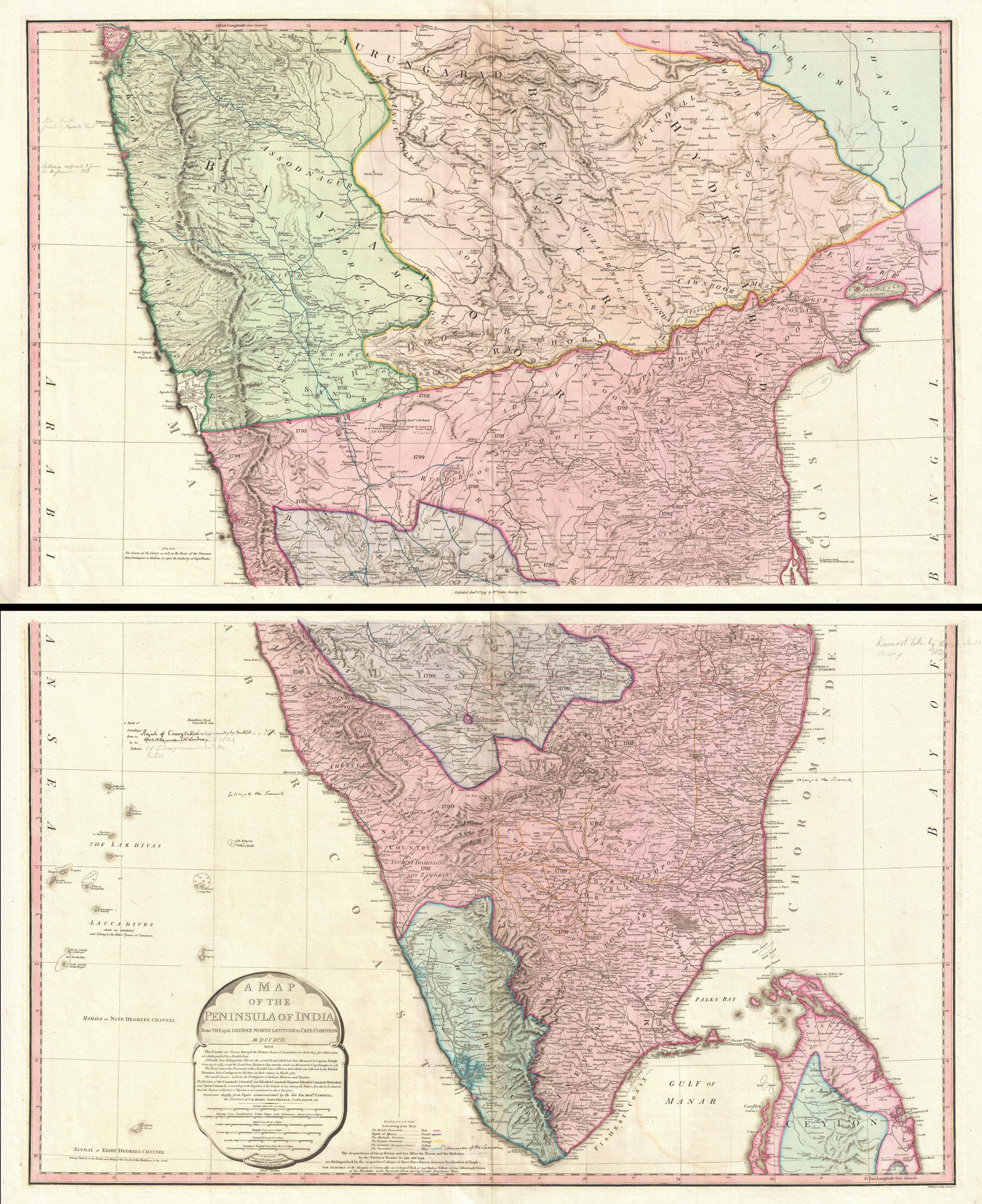
Kaart uit 1795 van zuidelijk Brits-Indië en Ceylon
Kaart van de Gangesvallei (1786)